# Рева
Рева је град у Индији у држави Мадја Прадеш. Према незваничним резултатима пописа 2011. у граду је живело 235.422 становника.

## Становништво
Према незваничним резултатима пописа, у граду је 2011. живело 235.422 становника.
| 1991.   | 2001.   | 2011.   |
| ------- | ------- | ------- |
| 128.981 | 183.274 | 235.422 |